# Ōtomo no Koshibi
Ōtomo no Koshibi (大伴古慈斐, [[[695]] - 777] Erro: {{japonês}}: texto da transliteração contém caractere não latino (pos 17) (ajuda)), Foi governador da Província de Izumo e embaixador da Imperatriz Koken na Corte Chinesa em 752 . 
Foi pai de Ōtomo no Otomaro, o primeiro Seii Taishōgun (征夷大将軍, «Grande General Apazigador dos Bárbaros»).